# Rob Riggle
Robert Allen "Rob" Riggle, Jr. (Louisville, 21 de abril de 1970) é um ator, comediante e ex-oficial do Corpo de Fuzileiros Navais dos Estados Unidos. Ele é mais conhecido por seu trabalho como correspondente na comédia central The Daily Show, como membro do elenco de Saturday Night Live de 2004 a 2005   e por seus papéis cômicos em filmes como The Hangover, The Other Guys, Let's Be Cops, Dumb and Dumber To, 21 Jump Street, 22 Jump Street, The Goods: Live Hard, Sell Hard e Step Brothers.

## Filmografia
| Ano  | Título                                      | Personagem                             |
| ---- | ------------------------------------------- | -------------------------------------- |
| 2003 | Pushing Tom                                 | Bob                                    |
| 2004 | Blackballed: The Bobby Dukes Story          | Eddie Reynolds                         |
| 2004 | Terrorists                                  | Badger                                 |
| 2006 | Talladega Nights: The Ballad of Ricky Bobby | Jack Telmont                           |
| 2006 | Unaccompanied Minors                        | Head Guard Hoffman                     |
| 2007 | Super High Me                               | Ele mesmo                              |
| 2007 | Wild Girls Gone                             |                                        |
| 2008 | Step Brothers                               | Randy                                  |
| 2009 | The Goods: Live Hard, Sell Hard             | Peter Selleck                          |
| 2009 | The Hangover                                | Oficial Franklin                       |
| 2009 | May the Best Man Win                        | John Freeman                           |
| 2009 | Modern Family                               | Gil Thorpe                             |
| 2010 | Furry Vengeance                             | Rigs                                   |
| 2010 | Going the Distance                          | Ron                                    |
| 2010 | Killers (filme)                             | Henry                                  |
| 2010 | The Other Guys                              | Martin                                 |
| 2010 | High Road                                   | James Malone, Sr.                      |
| 2011 | Larry Crowne                                | Jack Strang                            |
| 2012 | Big Miracle                                 | Dean Glowacki                          |
| 2012 | The Lorax                                   | Prefeito Aloysius O'Hare (voz)         |
| 2012 | 21 Jump Street                              | Mr. Walters                            |
| 2012 | Hotel Transylvania                          | Marido Esqueleto (voz)                 |
| 2012 | Nature Calls                                | Gentry                                 |
| 2013 | The Internship                              | Randy                                  |
| 2014 | Just Before I Go                            | Rawly Stansfield                       |
| 2014 | 22 Jump Street                              | Mr. Walters                            |
| 2014 | Let's Be Cops                               | Oficial Segars                         |
| 2014 | Dumb and Dumber To                          | Travis Lippencott / Capitão Lippencott |
| 2015 | Absolutely Anything                         | Grant                                  |
| 2015 | Dead Rising: Watchtower                     | Frank West                             |
| 2015 | Hotel Transylvania 2                        | Bela (voz)                             |
| 2015 | Hell and Back                               | Curt (voz)                             |
| 2016 | My Big Fat Greek Wedding 2                  | Northwestern Rep                       |
| 2016 | Opening Night                               | Goldmeyer                              |
| 2016 | Middle School: The Worst Years of My Life   | Bear                                   |
| 2016 | True Memoirs of an International Assassin   | William Cobb                           |
| 2017 | How to Be a Latin Lover                     | Scott                                  |
| 2017 | A Happening of Monumental Proportions       | Mr. Pendlehorn                         |
| 2017 | The Emoji Movie                             | Emoji de Sorvete (voz)                 |
| 2018 | 12 Strong                                   | Col. Max Bowers                        |
| 2018 | Midnight Sun                                | Jack                                   |
| 2019 | UglyDolls                                   | Robô expositor (voz)                   |
| 2020 | The War with Grandpa                        | Arthur                                 |
| 2020 | The Ark and the Aardvark                    | The Todd (voz)                         |